# 畑山亜梨紗
畑山 亜梨紗（はたやま ありさ、1991年〈平成3年〉2月11日 - ）は、日本の女優。女性アイドルグループ・AKB48の元メンバー（第5期研究生）である。東京都出身。

## 略歴
2007年10月6日、AKB48の「第二回研究生（5期生）オーディション」に合格し、2008年3月20日、チームB 3rd Stage「パジャマドライブ」公演でAKB48劇場初舞台を飾る。同年5月からは研究生として「ただいま恋愛中」公演に出演したり、選抜メンバーと共に握手会に参加する等していたが、2009年1月7日に行われた「第一回セレクション審査」で不合格となり、正規メンバーに昇格しないままAKB48の活動を辞退した。
BABY PRODUCTIONに所属しグラビアデビューし、その後BLUE ROSE所属し女優・グラビアモデルとして活動。しかし2014年4月、一部週刊誌に於いて竹田恒泰（政治評論家）との交際が報じられるが、同年9月に破局した。
2015年10月1日、BLUE ROSEからトミーズアーティストカンパニーに事務所を移籍。テレビドラマや映画『クソ野郎と美しき世界』等に出演していたが、2020年2月15日のブログでトミーズアーティストカンパニーを退所していたことを発表。現在はフリーで活動している。

## 人物
- 趣味はホラー映画を観ること、茶道、華道[1]。
- 小学生の頃から紺野あさ美のファン。畑山がソロ活動を始めた時期に紺野はテレビ東京のアナウンサーになっており、その辺りから親交を深めていた[10]。
- AKB48時代の同期の石田晴香[11]や宮崎美穂[12]とは今でも仲が良く、2020年7月22日配信の「みゃおちゃんねる」では、スモールワールド東京を一緒に体験していた[注 2]。
- 将来の夢は「結婚相手とサンリオピューロランドに行くこと」[11]。

## 作品

### DVD
1. フリージアの花言葉（2014年7月25日発売・D-STAR）
2. 決意表明〜新たな亜梨紗の挑戦〜（2015年1月31日発売・BNS）[1]

### デジタル写真集
- アリサリウム（2015年5月6日発売・小学館 Sabra net）

## 出演

### 舞台
- A☆ct Stage Vol.3「応!〜吠えろ!叫べ!打ち砕け!すべての軛を引きちぎれ!〜」（2013年4月17日 - 21日、築地本願寺ブディストホール） - オルフェウス/イリス 役[注 3]
- アリスインプロジェクト × はちみつシアター「チェンジング★ホテル」（2013年5月1日 - 8日、シアターKASSAI）- 鶴泊霞 役[14][15]
- girls museum presents「Short Sweet Story 新学期編」（2013年5月23日 - 26日、絵空箱） - 『アール・エフ』みほ 役[16]
- トキエンタテインメントプロデュース公演「踊るOH!遊戯」（2013年7月11日 - 15日、相鉄本多劇場） - 大山栄子 役[5]

### ドラマ
- 東京ヴァンパイアホテル（2017年6月16日、Amazonプライム・ビデオ）- ヒナ 役[17]
- 雨が降ると君は優しい（2017年Hulu）[18]
- 彼氏をローンで買いました 第6話（2018年3月26日、dTV・フジテレビオンデマンド） - 三船純 役[19]
- 女の機嫌の直し方（2019年、日本テレビ） - 早川美咲 役[20]

### 映画
- クソ野郎と美しき世界「ピアニストを撃つな!」（2018年4月6日、監督：園子温） - ハル子 役[21]